# ألان ميلس
ألان ميلس (بالإنجليزية: Alan Mills)‏ هو لاعب كرة قاعدة أمريكي، ولد في 18 أكتوبر 1966 في ليكلاند في الولايات المتحدة.

## وصلات خارجية
- ألان ميلس على موقع دوري كرة القاعدة الرئيسي (الإنجليزية)
- ألان ميلس على موقعبيزبول رفرنس.كوم (الدوري الرئيسي) (الإنجليزية)
- ألان ميلس على موقعبيزبول رفرنس.كوم (الدوري الثانوي) (الإنجليزية)
- ألان ميلس على موقع إي إس بي إن.كوم (أم.أل.بي) (الإنجليزية)
- ألان ميلس على موقع مشجعي الرسوم البيانية (الإنجليزية)